# Syracuse (Kansas)
|  | For andre betydninger, se Syracuse |
Syracuse er en amerikansk by og administrativt centrum for det amerikanske county Hamilton County i staten Kansas. I 2000 havde byen et indbyggertal på 1.824.
37°59′N 101°45′V / 37.983°N 101.750°V